# اوشنیوم
اوشنیوم (به انگلیسی: Oceanium) یک آکواریوم عمومی است که در سال ۲۰۰۱ در باغ‌وحش روتردام واقع شده است. اوشنیوم در فضای نمایشگاه باغ‌وحش قرار گرفته که دارای ورودی و پارکینگ مجزا میباشد. اوشنیوم محلی است که حیات قاره آمریکا را به تصویر میکشد. این مرکز همچنین محل تحقیقات علمی در زمینه حفاظت از مرجانها است. سقف این مرکز بزرگترین نیروگاه پنل خورشیدی در کشور هلند میباشد. این پایگاه خورشید محور سالانه ۳۲۵٬۰۰۰ کیلووات برق تولید میکند. برای ساخت این پایگاه برق خورشیدی ۳٫۹ میلیون یورو هزینه شده است. تمام آکواریوم توسط هشت میلیون لیتر آب دریا پر شده است. 

## جانداران (گزیده)
- طوطی دریایی
- اردک خال‌دار
- ماهی خاردار اروپایی
- شاه‌میگوی اروپایی
- ماهی سنباده
- تاس‌ماهی اطلس
- صاف‌ماهی اروپایی
- شاه‌ماهی اطلسی
- ماهی خال‌خالی اطلس
- شاه‌میگوی تیغی
- عروس دریایی معمولی
- کوسه پرستار
- کوسه باله سیاه کوچک
- کوسه پرستار
- کوسه دماغ‌سیاه
- لاک‌پشت سبز دریایی
- لاک‌پشت پوزه‌عقابی
- نیزه‌ماهی بزرگ
- سفره‌ماهی بینی‌گاوی
- سربه‌زیر (ماهی)
- بانوماهی جهنده
- آروانا
- شاه‌پنگوئن
- پنگوئن جنتو
- لاک‌پشت‌های غول‌پیکر گالاپاگوس
- کوسه شاخدار
- شیر دریایی کالیفرنیا
- ماهی کله‌گوسفندی کالیفرنیایی
- هشت‌پا